# Reborn
Reborn – debiutancki album metalowej fińskiej grupy Northern Kings
Wydawnictwo w krótkim czasie uzyskało status złotej płyty (sprzedane ponad 15 000 egzemplarzy) w Finlandii.

## Lista utworów
1. „Don’t Stop Believin” – 5:32
2. „We Don’t Need Another Hero” – 4:52
3. „Broken Wings” – 5:36
4. „Rebel Yell” – 7:33
5. „Ashes To Ashes” – 4:44
6. „Fallen On Hard Times” – 3:57
7. „I Just Died In Your Arms” – 5:54
8. „Sledgehammer” – 5:12
9. „Don’t Bring Me Down” – 4:09
10. „In The Air Tonight” – 4:40
11. „Creep” – 5:41
12. „Hello” – 4:38
13. „Brothers In Arms” – 6:59